# Cemaga Utara
Cemaga Utara is een bestuurslaag in het regentschap Natuna van de provincie Riau-archipel, Indonesië. Cemaga Utara telt 661 inwoners (volkstelling 2010).